# Lower Bokova
Lower Bokova ou Bokova Lower est une localité du Cameroun, située dans l'arrondissement de Buéa, le département du Fako et la région du Sud-Ouest.

## Population
En 1953, Lower Bokova avait 48 habitants. En 1968, Lower Bokova comptait 21 habitants, principalement des Bakweri. Lors du recensement de 2005, on a dénombré 597 personnes.